# Riserva naturale di Flói
La Riserva naturale di Flói (in islandese: Friðlandið í Flóa) è un'area naturale protetta islandese sita nei pressi di Árborg, nella regione del Suðurland, lungo la riva orientale del fiume Ölfusá. L'area, istituita nel 1997, comprende 5 chilometri quadrati di zona umida ricostruiti nei pressi dell'estuario del fiume e costituisce un'importante area ornitologica a livello internazionale.